# 彭芸
彭芸（英語：Bonnie Peng，1953年12月31日—），國立政治大學傳播學院新聞所教授，專長為新聞學、政治傳播、媒體經營管理、國際傳播、資訊社會與匯流政策。2006年當選美國華人傳播協會（CCA）會長，2008年出任第二屆中華民國國家通訊傳播委員會」主任委員，2011年起為「匯流政策研究室」召集人，2018年成立「海峽跨文化傳播研究中心」，2022年將成立11年的「匯流政策研究室」轉型成「台灣匯流研究學會（Taiwan Society of Convergence, TSC）並擔任理事長。兄弟為世新大學新聞系教授彭懷恩、東海大學社工系教授彭懷真。

## NCC相關言論
- 「賣米果不能做電視」事件：針對旺中集團於《中國時報》、《蘋果日報》以個人照片點名「國家通訊傳播委員會」（NCC）委員陳正倉、鍾起惠、翁曉玲主導「旺旺條款」違法濫權，NCC主委彭芸認為「利用廣告對個別的委員，不管是照片或是陳述，做出這樣的控訴，是對我們獨立機關...，我是覺得這個是不能夠讓它發生的。」並於2009年6月2日召開記者會怒斥旺中集團「不道德」，指出NCC以「附款」方式通過中視、中天兩家電視台負責人變更案，乃是考量「異業結合」的癥結，直言「非凡黃嵩先生不是賣米果的」[1]。彭芸解釋，並非針對蔡衍明家族，旺中案是二加一（中視、中天、中時），而當初余紀忠家族僅單純經營媒體為「同業結合」，情境不同，NCC規範強度仍須研究。
- 「動新聞」事件：2009年11月25日，接受民進黨立法委員質詢蘋果動新聞爭議時說：「我個人認為，新聞就是新聞，沒有動不動的問題。」重點在於報導是否客觀、公正，如果內容不堪觀看，NCC不會坐視不管，並強調壹傳媒不能測試NCC的底線。[2]
- 「哀悼NCC」貼文：針對詹婷怡請辭NCC主委，彭芸2019年4月3日於個人臉書貼文「哀悼NCC」：「NCC成立時，蘇院長是院長，『萬般刁難』。我當主委，劉院長、吳院長常說『NCC是獨立機關』，我自認蠻獨立的。現在呢？」[3]

## 著作
| 出版年 | 書名                                      | 出版社             | ISBN          |
| ------ | ----------------------------------------- | ------------------ | ------------- |
| 1985   | 電訊傳播新發展                            | 文建會             |               |
| 1986   | 政治傳播—理論與實務                       | 巨流               | 9789579464321 |
| 1991   | 國際傳播與科技                            | 三民               | 9789571406    |
| 1992   | 新聞媒介與政治                            | 黎明文化           | 9789571601847 |
| 1994   | 各國廣電政策初探                          | 廣電基金           | 9789579972307 |
| 1996   | 政治廣告與選舉                            | 正中               | 9789570907032 |
| 1997   | 有線電視與觀眾                            | 廣電基金           | 9789579972376 |
| 1998   | 國際傳播新焦點—媒介全球化、區域化與本土化 | 風雲論壇           | 9789578929555 |
| 2001   | 新媒介與政治－理論與實証                  | 五南               | 9789571126302 |
| 2003   | 新世紀媒體經營管理(編)                    | 雙葉書廊           | 9789578555679 |
| 2004   | 匯流時代電視產業及觀眾                    | 五南               | 9789571137520 |
| 2008   | 二十一世紀新聞學與新聞研究                | 雙葉書廊           | 9789866672217 |
| 2009   | 97年通訊傳播績效報告                      | 國家通訊傳播委員會 | 9789860194234 |
| 2011   | NCC與數位匯流：匯流政策芻議               | 風雲論壇           | 9789866893469 |
| 2012   | NCC與媒介政策：公共利益、規管哲學與實務   | 風雲論壇           | 9789866893551 |
| 2015   | 「後」電視時代：串流、競合、政策          | 風雲論壇           | 9789866893711 |
| 2016   | 數位匯流時代：創新、創意、創世紀論文集    | 風雲論壇           | 9789866893797 |
| 2017   | 數位時代新聞學                            | 雙葉書廊           | 9789865668846 |
| 2018   | 匯流、治理、通傳會論文集                  | 風雲論壇           | 9789866893896 |
| 2021   | 全球影視產業：國際傳播與媒體經營觀點      | 雙葉書廊           | 9789865492069 |
| 2022   | 「匯流下組織再造、平台、議題」論文集      | 風雲論壇           | 9789866893957 |
| 2022   | 台灣電視新聞60年                          | 翰蘆               | 9786269651597 |
| 2023   | 台灣電視節目60年                          | 翰蘆               | 9786269795932 |
| 2024   | 數位治理：韌性、AI、規管                  | 翰蘆               | 9786269795994 |
| 2024   | 台灣電視管制60年                          | 翰蘆               | 9786267582077 |